# Sapieha

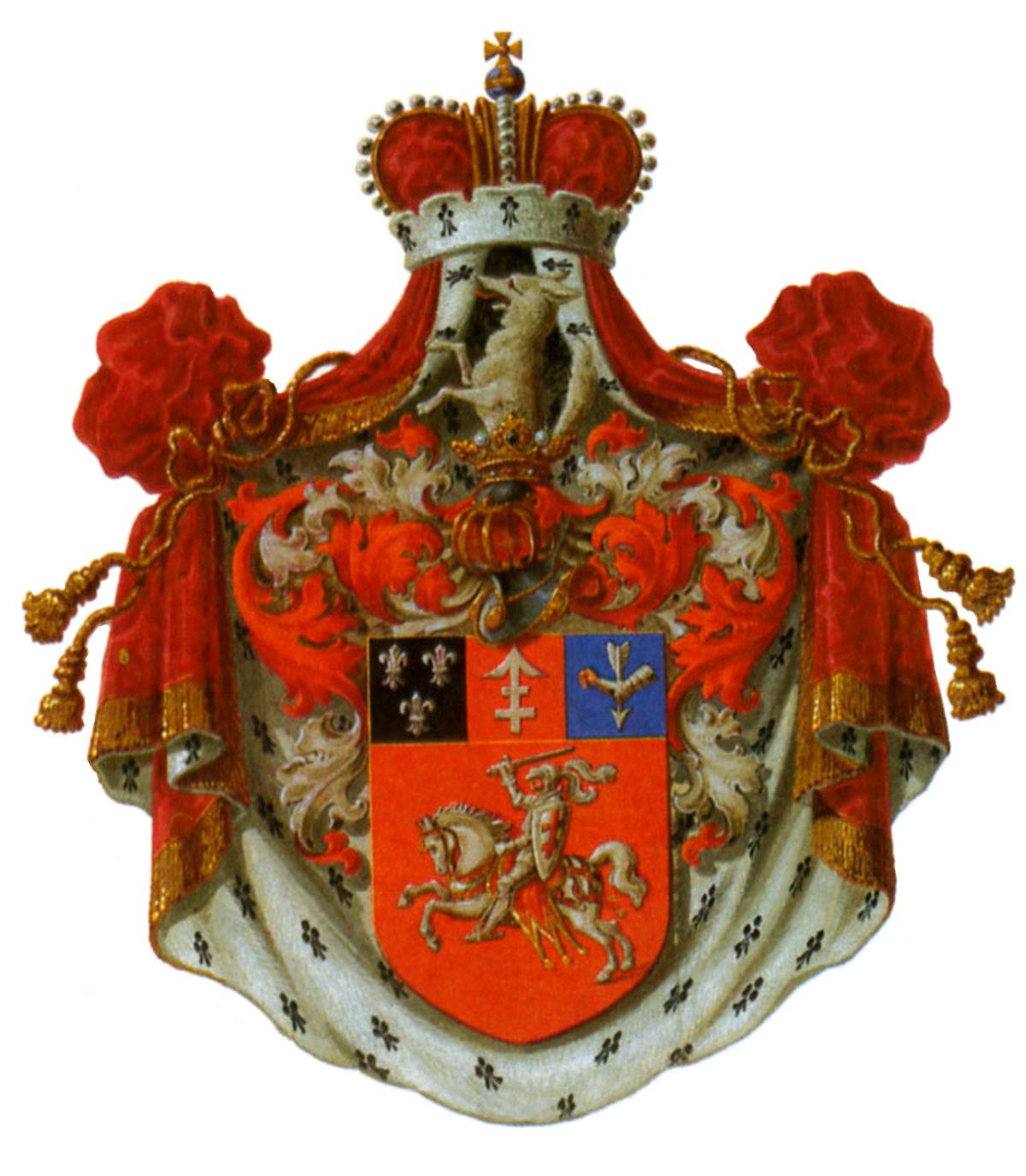
Sapieha

Sapieha är gammal polsk adelsätt, härstammande från storfurstendömet Litauen, där (i Smolensk) Kasimir den stores sekreterare Semen Sapieha hade stora besittningar. Med hans båda söner Bogdan (död omkring 1510) och Ivan (död 1517) klövs ätten i två grenar: den Rožańska och den Kodenska. Den litauiska grenen var ortodox, men övergick med den ovannämnde Ivan 1514 till katolicismen, och den litauiske marskalken Stanisław Jan Sapieha upphöjdes 1633 av den tysk-romerske kejsar Ferdinand III i furstlig värdighet, bekräftad i senare tid av den ryska regeringen 1874.

## Medlemmar av ätten
- Lew Sapieha
- Jan Piotr Sapieha
- Kazimierz Leon Sapieha
- Jan Fryderyk Sapieha
- Kazimierz Jan Sapieha
- Jan Kazimierz Sapieha
- Piotr Paweł Sapieha
- Aleksander Antoni Sapieha
- Adam Stefan Sapieha